# 車力
車力（しゃりき）とは、平安時代中期から明治期頃まで、車両類を牽いて荷物の運搬を業としていた者。

## 概要
康平元年（1058年）10月に作成された『東大寺修理所修理記』には、東大寺が貢納米の9％を運賃として車力を用いていたことが記されている。『新猿楽記』にも馬借・車借・駄賃とともに車力の呼称が登場する。
中世期には車借の下に雇傭された車力が、車借が所有する荷車などを借りて運送労働に従事する例が多かった。特に荘園制の下において、荘園領主が年貢などを現地から搬入するために車力を用いた例が知られている。
江戸時代には大八車・べか車が車両による運搬の主たる地位を占めるようになり、車宿と呼ばれる親方的な業者に雇われる零細な車力から、自ら大八車・べか車などを所有して独立して事業を行う車持の者まで様々な形態があった。